# Jeanne Olivier Beauval
Jeanne Olivier Beauval (född Bourguignon), född 1648 och död 1720, var en fransk skådespelerska.
Beauval var från 1670 anställd vid Molières teater, där hon uppbar subrettrollerna och bland annat kreerade Toinette i Den inbillade sjuke. Tillsammans med sin man, skådespelaren Jean Pitel, sieur de Beauval, övergick hon vid Molières död 1673 till teatern i Hôtel de Bourgogne och från denna 1680 till den nyskapade Comédie française. Beauval och hennes man drog sig tillbaka från teatern 1704.